# Jean-Baptiste Descamps
Jean-Baptiste Descamps (Dunkerque, 28 agosto 1714 – 30 giugno 1791) è stato uno scrittore e pittore francese di scene campestri.

## Biografia

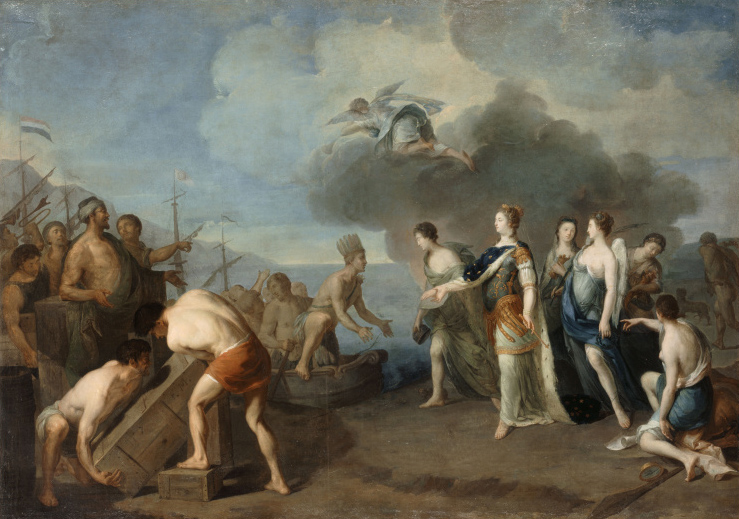
Allegoria della scoperta dell'America
Dipinto attribuito a Jean-Baptiste Descamps.

Nato a Dunkerque visse quasi sempre a Parigi, fino a quando una circostanza della vita lo portò a Rouen nel 1740. Mentre si recava in Inghilterra, conobbe Le Cornier di Cideville, amico di Voltaire, che convince il giovane artists a stabilirsi nella sua città. Stabilitosi a Rouen, seguendo l'esempio della Royal Dublin Society e basandosi sugli ideali dei filosofi dell'Illuminismo, fondò una scuola d'arte, che doveva svolgere un ruolo chiave nello sviluppo dell'arte pittorica in Normandia. Descamps scrisse un libro di memorie su questa scuola, per la Accademia di Francia, che gli conferì un premio.

## Opere letterarie

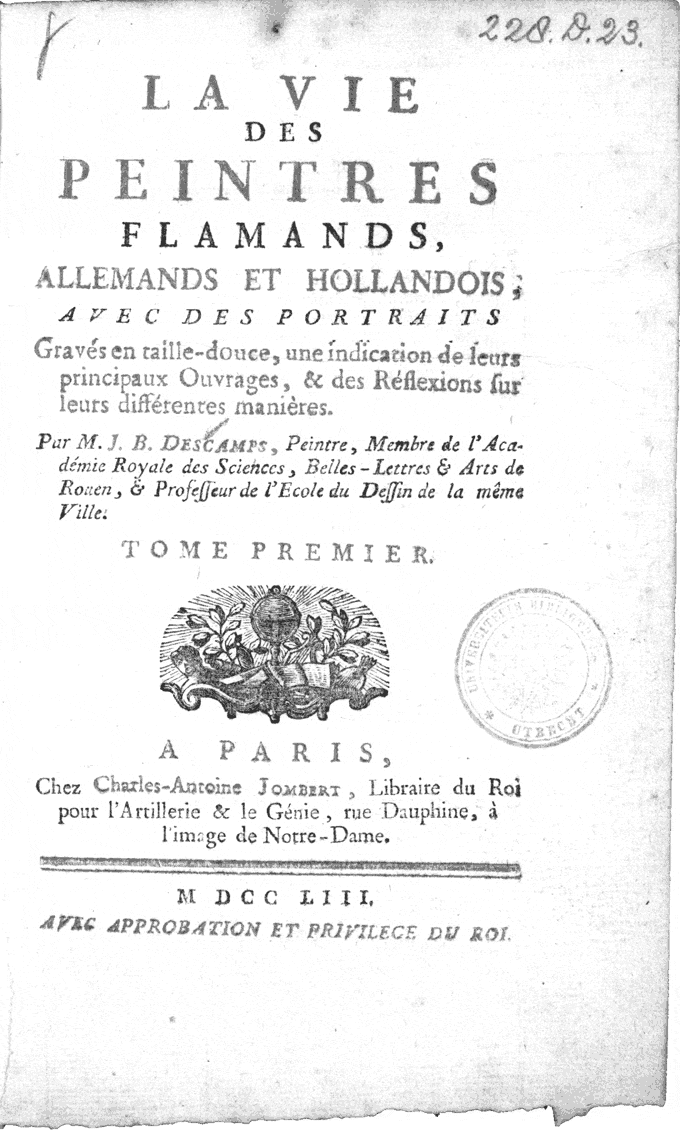
"La Vie", I Tomo, 1753

- La Vie des Peintres Flamands, 4 volumi (I 1753, II 1754, III, 1760, IV 1764)
- Le Voyage Pittoresque (1769)

Attraverso queste opere rinnovò il suo interesse per i vecchi maestri fiamminghi, in particolare Hans Memling e Jan van Eyck. I suoi quadri vennero requisiti dall'Esercito rivoluzionario francese, dopo la loro invasione delle Fiandre nel 1790, e portati a Parigi al  Musée Central des Arts nel Palazzo del Louvre.